# 17e cérémonie des Victoires de la musique
 (avril 2025).
La 17e cérémonie des Victoires de la musique a lieu le 9 mars 2002. Elle est présentée par Jean-Luc Delarue et Daniela Lumbroso.

## Palmarès
Les gagnants sont indiqués ci-dessous en tête de chaque catégorie et en caractères gras.

### Artiste interprète masculin

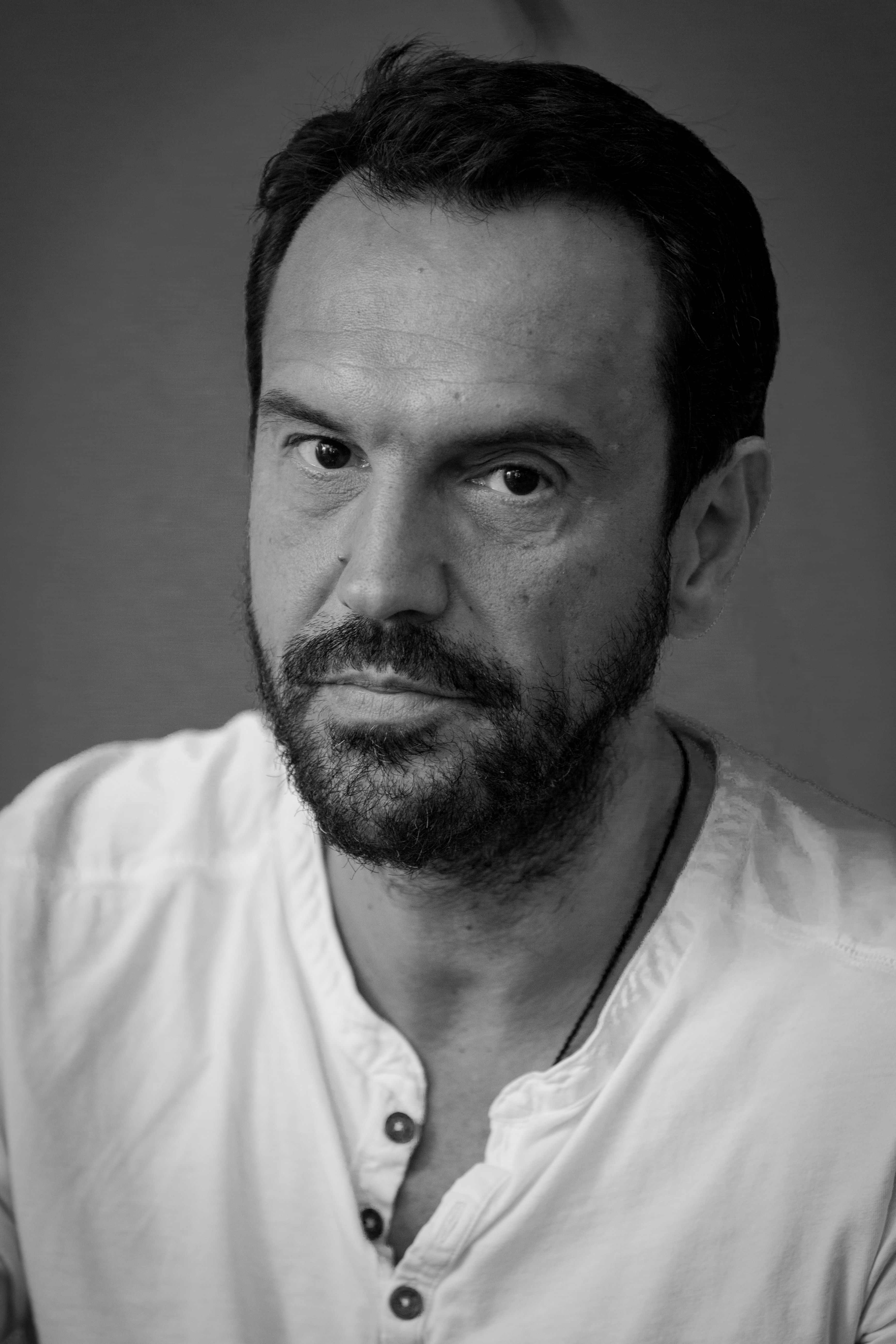
Gérald De Palmas, artiste masculin de l'année

- Gérald de Palmas
  - Garou
  - Noir Désir
  - Laurent Voulzy

### Groupe ou artiste interprète féminine

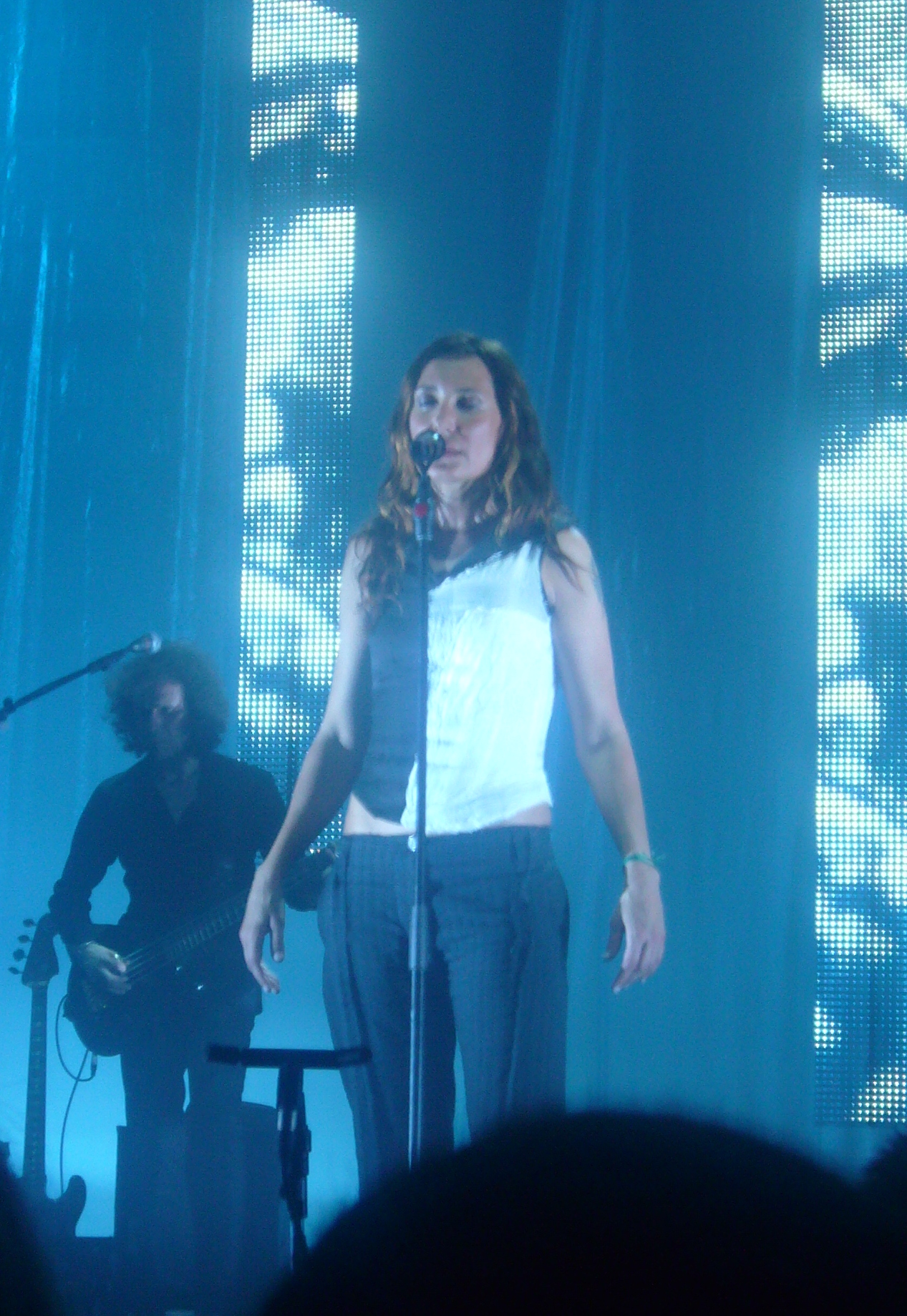
Zazie, artiste féminine de l'année

- Zazie
  - Isabelle Boulay
  - Enzo Enzo
  - Lynda Lemay
  - Brigitte Fontaine

### Album de variétés, Pop
- Avril de Laurent Voulzy
  - Comme si la Terre penchait de Christophe
  - Kékéland de Brigitte Fontaine
  - La Zizanie de Zazie
  - Supernova superstar de Sinclair

### Chanson originale
- Sous le vent de Garou et Céline Dion
  - À ma place de Zazie et Axel Bauer
  - Jardin d'hiver de Henri Salvador
  - Comme un boomerang de Étienne Daho et Dani
  - Le vent nous portera de Noir Désir

### Groupe ou artiste révélation

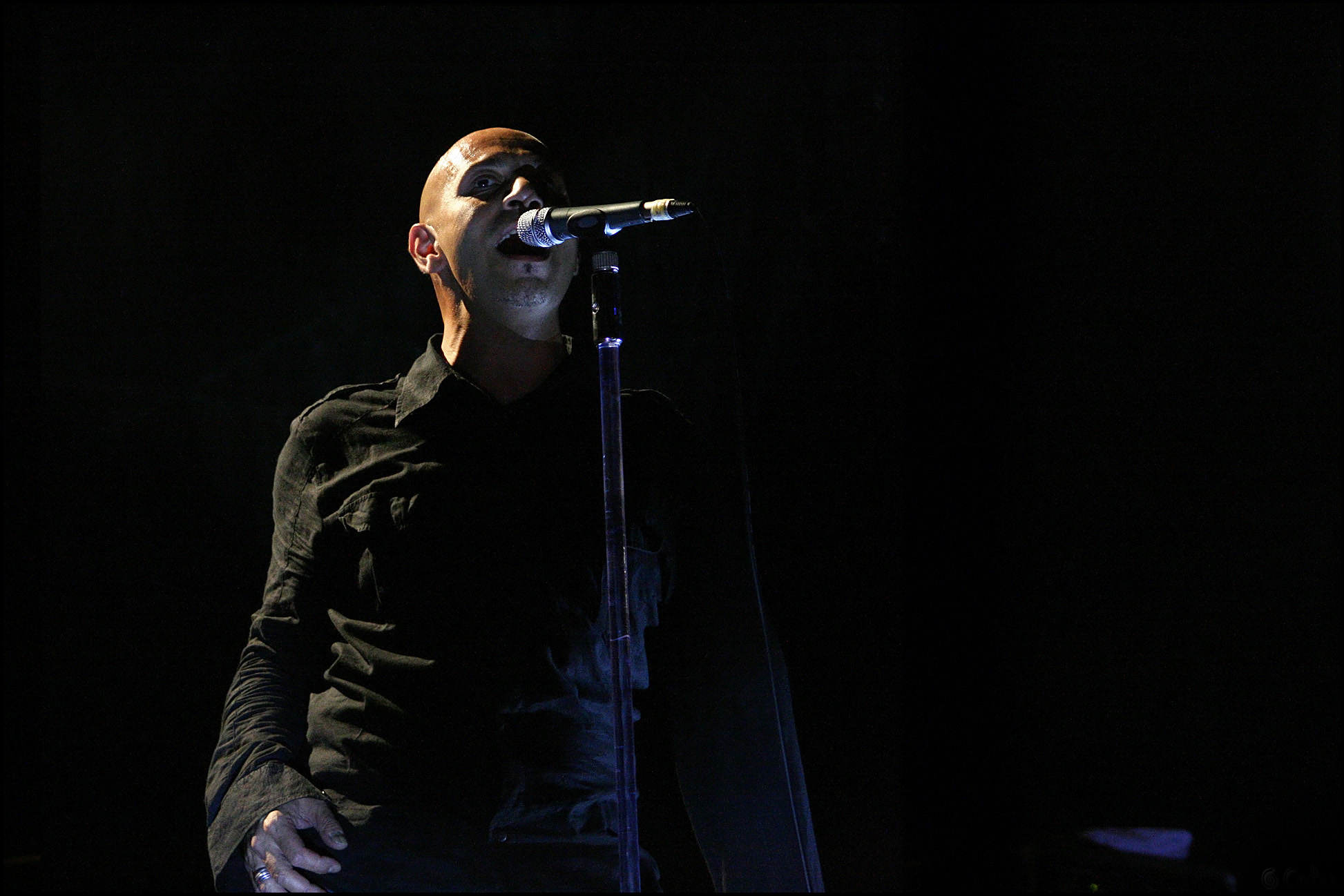
Astonvilla, groupe révélation de l'année

- Astonvilla
  - Benjamin Biolay
  - Lorie
  - Matt
  - Raphael
  - Yann Tiersen

### Groupe ou artiste Révélation Scène

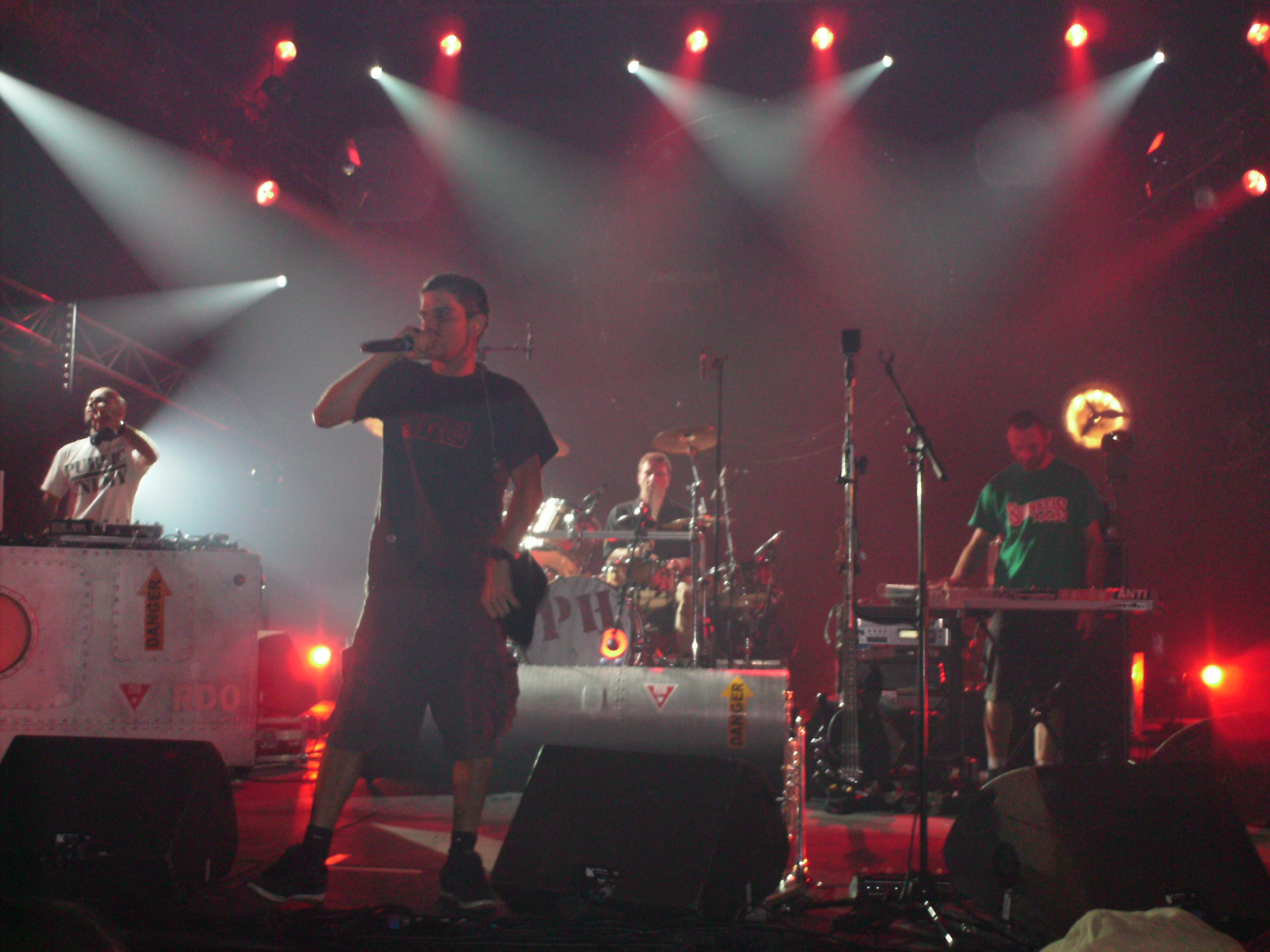
Le peuple de l'herbe, groupe révélation scène de l'année

- Le Peuple de l'herbe
  - Astonvilla
  - Disiz la Peste
  - Luke
  - Marcel et son orchestre

### Album révélation
- Rose Kennedy de Benjamin Biolay
  - Kelly Joyce de Kelly Joyce
  - L5 de L5
  - L'air de rien de Tété
  - Le tango des gens de Sanseverino

### Album rock
- Des visages des figures de Noir Désir
  - Brûle de Miossec
  - L'Absente de Yann Tiersen

### Album rap, Hip-hop
- X Raisons de Saïan Supa Crew
  - Art de Rue de Fonky Family
  - Sol Invictus de Akhenaton

### Album reggae, Ragga
- The Real Don de Lord Kossity
  - Paris Lisbonne Pointe-à-Pitre de Mister Gang
  - Reggae social club de Baobab

### Album r'n'b
- R&B 2 rue de Matt
  - Paris Lisbonne Pointe-à-Pitre de Mister Gang
  - Reggae social club de Baobab

### Album de musiques électroniques, Techno, Dance
- Modjo de Modjo
  - 10 000 Hz Legend de Air
  - Genetic World de Télépopmusik

### Album de musiques traditionnelles et musiques du monde
- Próxima Estación: Esperanza de Manu Chao
  - Dellali de Cheb Mami
  - La mémoire des volets blancs de Dan Ar Braz
  - Raoui de Souad Massi
  - São Vicente de Longe de Cesária Évora

### Album original de musique de cinéma ou de télévision
- Le Fabuleux destin d'Amélie Poulain de Yann Tiersen
  - Le peuple migrateur de Bruno Coulais
  - Ma femme est une actrice de Brad Mehldau

### Vidéo-clip
- Le vent nous portera de Noir Désir
  - Solaar pleure de MC Solaar
  - Starlight de The Supermen Lovers

### Spectacle musical, Tournée, Concert
- Henri Salvador
  - Gérald de Palmas
  - Bernard Lavilliers
  - Lynda Lemay
  - Yannick Noah
  - Noir Désir
  - Roméo et Juliette, de la haine à l'amour

## Artistes à nomination multiple
- Noir Désir (5)
- Zazie (3)
- Yann Tiersen (3)
- Gérald de Palmas (2)
- Garou (2)
- Laurent Voulzy (2)
- Lynda Lemay (2)
- Brigitte Fontaine (2)
- Henri Salvador (2)
- Astonvilla (2)
- Benjamin Biolay (2)
- Matt (2)
- Baobab (2)

## Artistes à récompenses multiples
- Noir Désir (2)

## Polémique
Lorsqu'il reçoit sa Victoire de la Musique le récompensant pour l'album rock de l'année pour Des visages, des figures, le groupe Noir Désir, à travers son leader Bertrand Cantat, lit à l'antenne une lettre écrite à l'encontre de Jean-Marie Messier, alors PDG du groupe Vivendi-Universal (dont faisait partie Barclay, le label du groupe).